# پینارلار (توفان بی‌لی)
پینارلار (به ترکی استانبولی: Pınarlar) یک منطقهٔ مسکونی در ترکیه است که در توفانبیلی واقع شده‌است.